# Winona (Texas)
Winona es un pueblo ubicado en el condado de Smith en el estado estadounidense de Texas. En el Censo de 2010 tenía una población de 576 habitantes y una densidad poblacional de 142,93 personas por km².

## Geografía
Winona se encuentra ubicado en las coordenadas 32°29′33″N 95°10′39″O / 32.49250, -95.17750. Según la Oficina del Censo de los Estados Unidos, Winona tiene una superficie total de 4.03 km², de la cual 3.99 km² corresponden a tierra firme y (1.03%) 0.04 km² es agua.

## Demografía
Según el censo de 2010, había 576 personas residiendo en Winona. La densidad de población era de 142,93 hab./km². De los 576 habitantes, Winona estaba compuesto por el 80.21% blancos, el 11.63% eran afroamericanos, el 1.39% eran amerindios, el 0.17% eran asiáticos, el 0% eran isleños del Pacífico, el 6.25% eran de otras razas y el 0.35% pertenecían a dos o más razas. Del total de la población el 9.72% eran hispanos o latinos de cualquier raza.